# Поль Жаккар
Поль Жаккар (фр. Paul Jaccard; 18 листопада 1868, Сент-Круа — 9 травня 1944, Цюрих) — професор ботаніки та фізіології рослин в  Швейцарській вищій технічній школі Цюриха. Навчався в Університеті Лозанни і  Швейцарській вищій технічній школі Цюриха (захистив PhD в 1894). Продовжив навчання в Парижі з  Гастоном Боньє. Запропонував коефіцієнт подібності Жаккара (називаючи його coefficient de communauté), опублікувавши відповідну роботу в 1901 році. Також ввів в ужиток використання відносин видів до генів в біогеографії (назвавши його родомви коефіцієнтом).
У 1920-ті роки Поль Жаккар вступив у диспут з фінським ботаніком і фітогеографом  Альваром Палмгреном на тему інтерпретації відносин видів до генів, як докази конкурентного витіснення (як відстоював Жаккар) або визначаються випадковістю вибірки (як відстоював Пальмгрен).

## Внесок в математику
Поль Жаккар є автором двох метрик, які використовуються в статистиці: індекса (або коефіцієнта) Жаккара, і відстані Жаккара.
Індекс описує взаємозв'язок між розміром перетину двох множин і розміром об'єднання двох множин. Більш формально, якщо дані два множини A і B, то коефіцієнт Жаккара:
{\displaystyle J(A,B)=|A\cap B|/|A\cup B|}
Відстань визначається як:
{\displaystyle J_{\delta }(A,B)=1-J(A,B)={{|A\cup B|-|A\cap B|} \over |A\cup B|}}.
В екології індекс Жаккара дозволяє порівняти дві вибірки за різноманітністю видів. Відстань Жаккара дозволяє вимірювати зворотну до неї величину, тобто вимірювати дефекти подібності між зразками.

## Ресурси Інтернету
- Paul Jaccard німецькою, французькою та італійською //  Історичний словник Швейцарії.